# Бегство в Египет (картина Эльсхаймера)
«Бегство в Египет» (нем. Flucht nach Ägypten) — картина Адама Эльсхаймера.

## Сюжет
Сюжет картины основан на евангельском рассказе о бегстве Святого Семейства в Египет, чтобы избежать избиения вифлеемских младенцев:

Он встал, взял Младенца и Матерь Его ночью и пошёл а Египет, и там был до смерти Ирода, да сбудется реченное Господом через пророка, который говорит: из Египта воззвал Я Сына Моего
— Мф. 2:14-15
Никаких дополнительных подробностей бегства в Евангелии не приводится, однако в апокрифах упоминаются детали путешествия, такие как встреча с разбойниками на дороге или рассказ о дереве, укрывшем Святое семейство от зноя. Как правило, главными персонажами этой сцены являются Дева Мария, едущая на осле с Младенцем на руках, и Иосиф, ведущий осла.

## Единение с природой
Зритель чувствует себя оказавшимся в темноте, к которой его глаза постепенно адаптируются. Сначала в глаза бросаются небесная сфера и Млечный Путь, созвездия, полная Луна, отражающаяся в тихой глади воды, и огромные тёмные деревья, на фоне которых изображено Святое семейство. Иосиф и Мария с младенцем расположены в нижней части полотна таким образом, что зритель сразу проникается высотой деревьев и неба.
Слаб огонь факела в руке Иосифа, громко и весело трещит костёр на привале пастухов в левой части полотна. Ночь главенствует на картине, она делает бегство тайным, костёр — неуютным, лес — глубоко молчащим, а воду — таинственным зеркалом. Наблюдатель ощущает себя в центре происходящего, напрягает глаза, пытаясь разглядеть предметы в темноте, и затаив дыхание прислушивается к каждому шороху. Благодаря Эльсхаймеру тема природы, живущей своей собственной жизнью, прочно вошла в современную живопись.
Адам Эльсхаймер является одним из первых художников, точно и даже педантично передавших особенности ночного неба. С большой вероятностью можно сказать, что 16 июня 1609 года около 21.45 он наблюдал в окрестностях Рима звёздное небо в подзорную трубу. Это выяснили в 2005 году специалисты Немецкого музея в Мюнхене. Луна и звёзды Млечного Пути, изображённые на картине, в точности соответствуют их видимому расположению на широте города Рима.

## Галерея — Бегство Святого Семейства в Египет

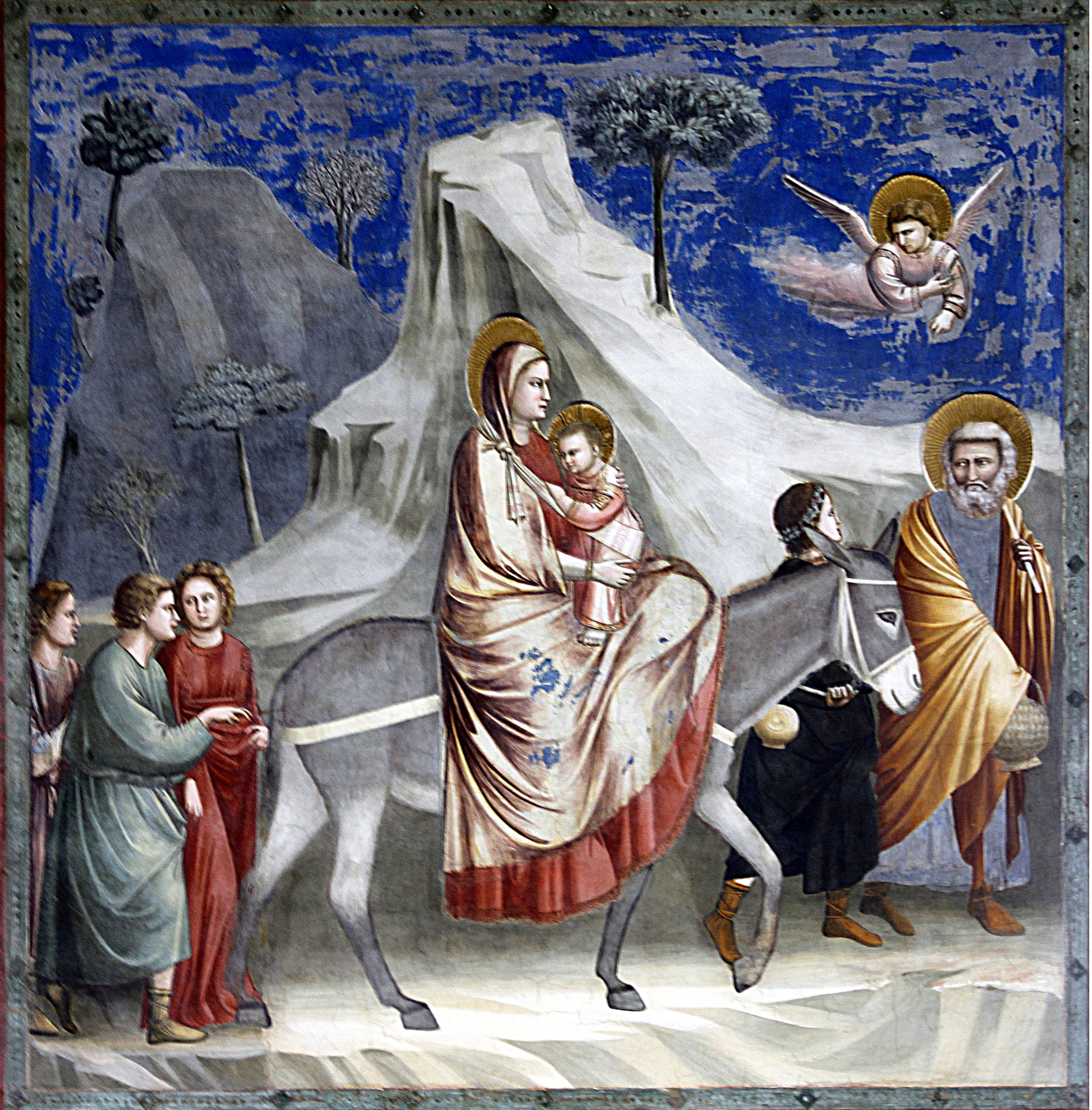
Джотто
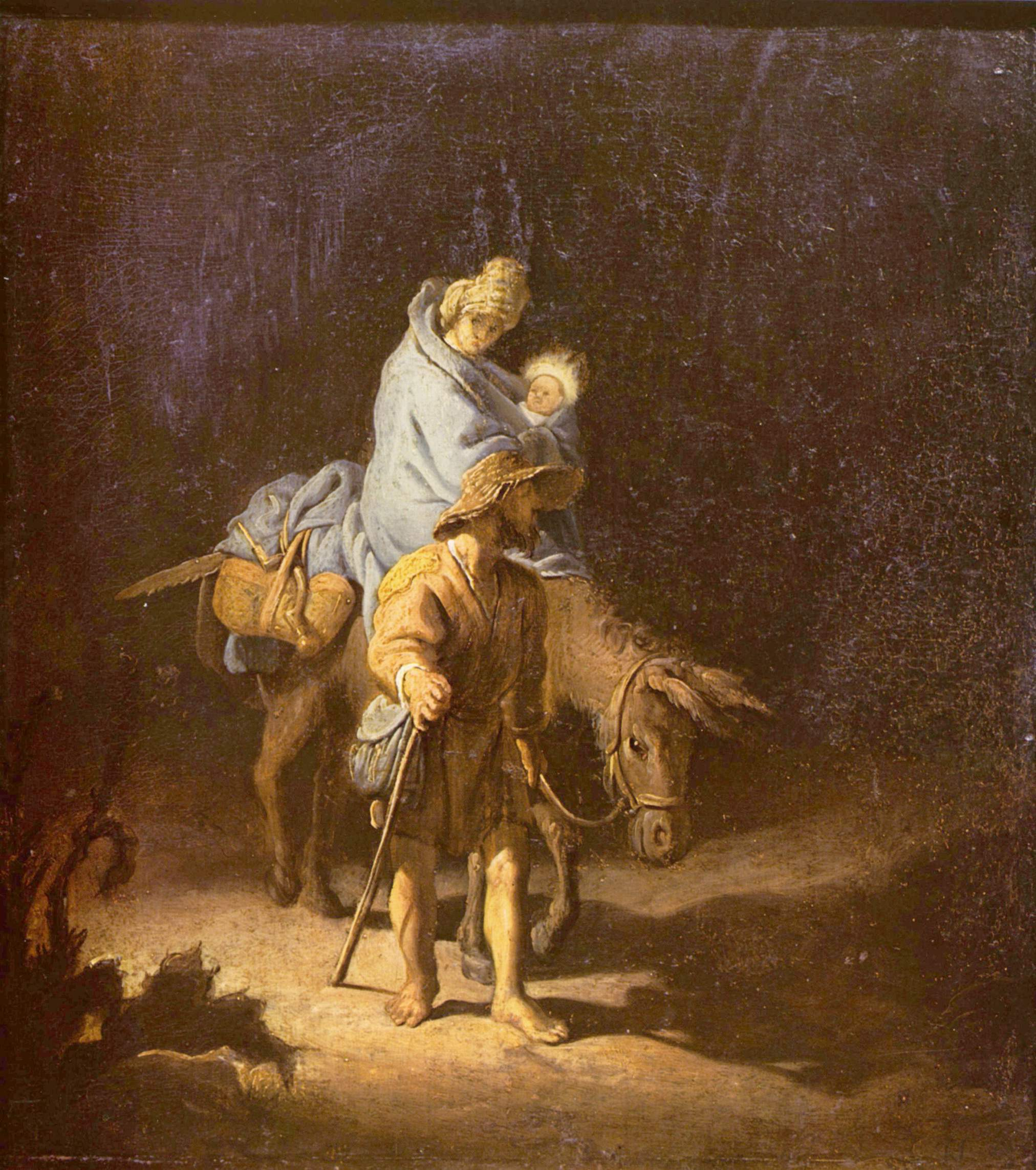
Рембрандт, 1626